# Silnice II/490
Silnice II/490 je silnice II. třídy, která vede z Říkovic do Dolního Němčí. Je dlouhá 67 km. Prochází dvěma kraji a čtyřmi okresy.

## Vedení silnice

### Olomoucký kraj, okres Přerov
- Říkovice (křiž. I/55)
- Stará Ves (křiž. III/4901)

### Zlínský kraj, okres Kroměříž
- Kostelec u Holešova (křiž. III/4903, III/4905)
- Rymice (křiž. III/4906, III/4907, III/4908)
- Všetuly (křiž. II/438, III/49010, peáž s II/438)
- Holešov (křiž. II/438, III/49012, III/49011, III/49013, peáž s II/438)
- Martinice (křiž. III/49016)
- Horní Lapač

### Zlínský kraj, okres Zlín
- Fryšták (křiž. II/489, III/49011, III/4915)
- Kostelec (křiž. III/4911, III/49018)
- Zlín (křiž. I/49, peáž s I/49)
- Březnice
- Bohuslavice u Zlína (křiž. II/497, III/4972)
- Doubravy (křiž. III/49023, III/49720)
- Hřivínův Újezd (křiž. III/49718)
- Kaňovice
- Biskupice (křiž. II/492, III/49026)
- Polichno

### Zlínský kraj, okres Uherské Hradiště
- Újezdec
- Těšov
- Uherský Brod (křiž. I/50, III/49030, III/49714, III/05019)
- Nivnice (křiž. III/4981)
- Dolní Němčí (křiž. II/498, III/4957)